# Фок (сын Орнитиона)
Фок (др.-греч. Φῶκος) — персонаж древнегреческой мифологии. Либо сын Посейдона; либо сын Орнитиона, сына Сизифа. Переселился из Коринфа в Тифорею, затем называемую Фокида. Излечил Антиопу от безумия и женился на ней, их могила в Тифорее. Возможно, героон в Тронисе, около Давлиды. Согласно некоторым версиям именно его считают отцом Криса и Панопея, хотя обычно их отцом считают его тёзку, сына Эака.